# Katie Moon
 Katie Moon (née:Nageotte) (Cuyahoga Heights, 13 de junho de 1991) é uma atleta norte-americana especializada no salto com vara. Foi campeã olímpica em Tóquio 2020,  bicampeã mundial em Eugene 2022 e Budapeste 2023 e medalha de prata nos Jogos Pan-Americanos de 2019 em Lima, Peru. Sua melhor marca pessoal é 4,95 m.
No Campeonato Mundial de Atletismo de 2023 em Budapeste, Katie Nageotte, agora competindo com o nome de casada, Katie Moon, dividiu a medalha de ouro com a australiana Nina Kennedy. As duas pararam na altura de 4,90 m e seus saltos anteriores tiveram o número de tentativas iguais. Foi a segunda vez que isso aconteceu no salto com vara, após a introdução da nova regra que permite um empate caso as atletas empatadas assim desejem, e ao ocorrido em Tóquio 2020 no salto com vara masculino, entre Mutaz Essa Barshim e Gianmarco Tamberi, os dois proclamados campeões olímpicos.
Em Paris 2024 ela conquistou a medalha de prata com um salto de 4,85 m, sendo derrotada por Nina Kennedy, com quem tinha empatado e dividido a medalha de ouro no Mundial de Budapeste.